# فلوريان فيرتز
فلوريان ريتشارد فيرتز (بالألمانية: Florian Richard Wirtz؛ مواليد 3 مايو 2003) هو لاعب كرة قدم ألماني يلعب كلاعب خط وسط مهاجم مع نادي ليفربول في الدوري الإنجليزي الممتاز والمنتخب الألماني.

## مسيرته الكروية
نظرًا لكونه موهبة كبيرة قادمة في كرة القدم الألمانية، انضم فيرتز إلى نظام الشباب مع نادي كولن في عام 2010، حيث ظل معهم حتى وقع مع باير ليفركوزن في يناير 2020. جاءت مشاركته الاحترافية لأول مرة مع ليفركوزن بالدوري الألماني في 18 مايو 2020، حيث شارك كأساسي في مباراة خارج أرضه ضد فيردر بريمن. وبذلك، كسر رقم كاي هافيرتز كأصغر لاعب من ليفركوزن يشارك لأول مرة في الدوري، بعمر 17 عامًا و15 يومًا.
في 6 يونيو 2020، سجل فيرتز هدفه الأول لصالح ليفركوزن في الدقيقة 89 من خسارته 2–4 على أرضه أمام بايرن ميونخ. هذا جعل فيرتز أصغر لاعب يسجل هدف في تاريخ الدوري الألماني بعمر 17 عامًا و34 يومًا. ومع ذلك، تم كسر هذا الرقم القياسي لاحقًا بعد هدف يوسوفا موكوكو بعد أقل من عام (بعمر 16 عامًا و28 يومًا).
وقع فيرتز على تمديد عقده مع النادي في 23 ديسمبر 2020، لتمديد عقده حتى عام 2023. في 19 يناير 2021، سجل هدف الفوز في الدقيقة 80 من فوز ليفركوزن 2–1 على ضيفه بوروسيا دورتموند. سجل فيرتز هدفه الخامس في مسيرته في الدوري الألماني في مباراة الفوز 5–2 على شتوتغارت في 6 فبراير، ليصبح أول لاعب في تاريخ الدوري يصل إلى هذا الرقم قبل أن يبلغ الثامنة عشرة من عمره.

## مسيرته الدولية
تلقى فيرتز استدعاءه الأول للمنتخب الأول الأول في تصفيات كأس العالم 2022 في مارس 2021. شارك لأول مرة في 2 سبتمبر 2021 في تصفيات كأس العالم ضد ليختنشتاين، بفوزه 2–0 خارج أرضه. حيث دخل كبديل عن يوزوا كيميش في الدقيقة 82.

## أسلوب لعبه
فيرتز هو لاعب خط وسط مهاجم، على الرغم من أنه يمكنه أيضًا اللعب على نطاق واسع على اليسار كجناح مقلوب. لديه عقلية هجومية ملحوظة ولاعب خط وسط ديناميكي للغاية، ويغطي مساحات شاسعة.

## حياته الشخصية
ولد فيرتز في منطقة براويلر في بولهايم، شمال الراين–وستفاليا.
والدا فيرتز هم وكلاء أعماله؛ والده، هانز يواكيم، هو أيضًا رئيس جرون–فايس براويلر، النادي الذي لعب فيرتز له عندما كان طفلاً قبل انضمامه إلى كولن. أخته الكبرى جوليان لاعبة كرة قدم محترفة أيضًا؛ شاركت لأول مرة في الدوري الألماني للسيدات في سن السادسة عشرة ومثلت ألمانيا على مستوى الشباب.

## الإحصائيات

### النادي
آخر تحديث 17 نوفمبر 2024.
| النادي        | الموسم   | الدوري          | الدوري | الدوري  | الكأس الوطني | الكأس الوطني | أوروبا | أوروبا  | أخري   | أخري    | المجموع | المجموع |
| النادي        | الموسم   | الدرجة          | الظهور | الأهداف | الظهور       | الأهداف      | الظهور | الأهداف | الظهور | الأهداف |         |         |
| ------------- | -------- | --------------- | ------ | ------- | ------------ | ------------ | ------ | ------- | ------ | ------- | ------- | ------- |
| باير ليفركوزن | 2019–20  | الدوري الألماني | 7      | 1       | 1            | 0            | 1      | 0       | —      | —       | 9       | 1       |
| باير ليفركوزن | 2020–21  | الدوري الألماني | 29     | 5       | 2            | 1            | 7      | 2       | —      | —       | 38      | 8       |
| باير ليفركوزن | 2021–22  | الدوري الألماني | 24     | 7       | 1            | 0            | 6      | 3       | —      | —       | 21      | 10      |
| باير ليفركوزن | 2022–23  | الدوري الألماني | 17     | 1       | 0            | 0            | 8      | 3       | —      | —       | 25      | 4       |
| باير ليفركوزن | 2023–24  | الدوري الألماني | 32     | 11      | 6            | 3            | 11     | 4       | —      | —       | 49      | 18      |
| باير ليفركوزن | 2024–25  | الدوري الألماني | 10     | 4       | 2            | 0            | 4      | 3       | 1      | 0       | 17      | 7       |
| الإجمالي      | الإجمالي | الإجمالي        | 119    | 29      | 12           | 4            | 37     | 15      | 1      | 0       | 169     | 48      |

1. 1 2 3 4 5  المباريات في الدوري الأوروبي
2. ↑  المباريات في دوري أبطال أوروبا
3. ↑  المشاركات في كأس الإتحاد الأوروبي

### المنتخب
آخر تحديث 8 سبتمبر 2021.
| المنتخب الوطني | العام   | الظهور | الأهداف |
| -------------- | ------- | ------ | ------- |
| ألمانيا        | 2021    | 3      | 0       |
| المجموع        | المجموع | 3      | 0       |

## الإنجازات

### باير ليفركوزن
- الدوري الألماني: 2023–24
- كأس ألمانيا: 2023–24
- الدوري الأوروبي: الوصيف: 2023–24
- كأس السوبر الألماني: 2024

ألمانيا تحت 21 سنة
- بطولة أمم أوروبا تحت 21 سنة: 2021

## وصلات خارجية
- فلوريان فيرتز على موقع الاتحاد الدولي (مؤرشف)  (الإنجليزية)
- فلوريان فيرتز على موقع الاتحاد الأوربي (الإنجليزية)
- فلوريان فيرتز على موقع قاعدة بيانات كرة القدم.إي يو (الإنجليزية)
- فلوريان فيرتز على موقع ليكيب (الفرنسية)
- فلوريان فيرتز على موقع ناشيونال فوتبول تيمز (الإنجليزية)
- فلوريان فيرتز على موقع Soccerbase.com (لاعب) (الإنجليزية)
- فلوريان فيرتز على موقع Soccerway.com (الإنجليزية)
- فلوريان فيرتز على موقع عالم كرة القدم.نت (الإنجليزية)